# Paradicsom-sarlósmoly
A paradicsom-sarlósmoly, paradicsom levélaknázómoly  vagy egyszerűen paradicsommoly (Tuta absoluta) veszélyes kártevő lepkefaj a sarlós ajkú molyfélék (Gelechiidae) családjában.

## Elterjedése
Őshazája Dél-Amerika, a fajt 1917-ben találták meg először Peruban. A 20. sz. folyamán Dél-Amerika nagy részén elterjedt, nagy jelentőségű kártevővé vált.
Első európai megjelenése Dél-Spanyolországban volt 2006-ban, első magyarországi példányát 2009-ben vagy 2010-ben találták meg. Eredeti elterjedési területén kívül jelenleg Európa nagy részén, Ázsiában a Közel-Keleten és Afrika nagy részén is előfordul a faj.

## Megjelenése
Szárnyfesztávolsága 10–12 mm, elülső szárnyának alapszíne szürkés, sárgás, rajta fekete foltok láthatók. A hátsó szárny töve világosabb, csúcsa felé sötét, barnásszürke. Megjelenésében hasonló a rozsdaszárnyú sarlósmolyhoz (Scrobipalpa atriplicella).
A sárgásfehér színű tojások 0,2–0,4 mm hosszúságúak, melyből a frissen kelt lárvák 0,4–0,5, a kifejlett hernyók 9–10 mm-es nagyságot érnek el; alapszínük sárgászöld, fejükön fekete foltot viselnek.

## Életmódja, kártétele
A kártevő alak a lárva, mely elsősorban a paradicsom leveleiben készít járatokat, itt aknázó életmódot folytat, de képes megrágni tápnövény szárát és a termést is. A paradicsomon kívül egyéb burgonyafélékhez (Solanaceae) tartozó növényeket és egyéb fajokat (pl. veteménybab, petúnia) is tápnövényének tekinthet. Táplálkozásával a lárva jelentős levélfelületet képes aknázni.
A nőstény a levelekre, esetleg a szárra rakja le összesen 250-300 tojását. Nem differenciál, a levél színére és fonákára egyaránt helyez tojásokat. A hernyók kedvező hőmérsékleti körülmények között 4-5 nap alatt kelnek ki. A hernyó sorozatos vedlések után a levélben, talajban, vagy egyéb rejtekhelyen bábozódik. Gyakran veszi igénybe a különböző növényházi eszközöket, pl. rakodóládákat, melyek következtében könnyedén terjedhetnek egyik helyről a másikra. A bábstádium hossza 9-10 nap. A nőstény imágók élettartama 10-15 nap, a hímeké mindössze 6-7. A nőstények naponta legfeljebb egyszer párzanak, életükben összesen maximum 6 alkalommal.
Határozatlan nemzedékszámú faj, megfelelő hőmérsékleti körülmények között folyamatosan jelen vannak, termesztőberendezésekben évente akár 10-12 nemzedéke is kifejlődhet, melyek át is fedik egymást. A fejlődés független a nappalhosszúságtól. A nőstények párzás nélkül is raknak termékeny tojásokat, tehát a faj szűznemzéssel is képes szaporodni.
Az imágók nappal rejtőzködnek, alkonyatkor aktivizálódnak, és a kora hajnali órákig repülnek.

## Védekezés

### Előrejelzés

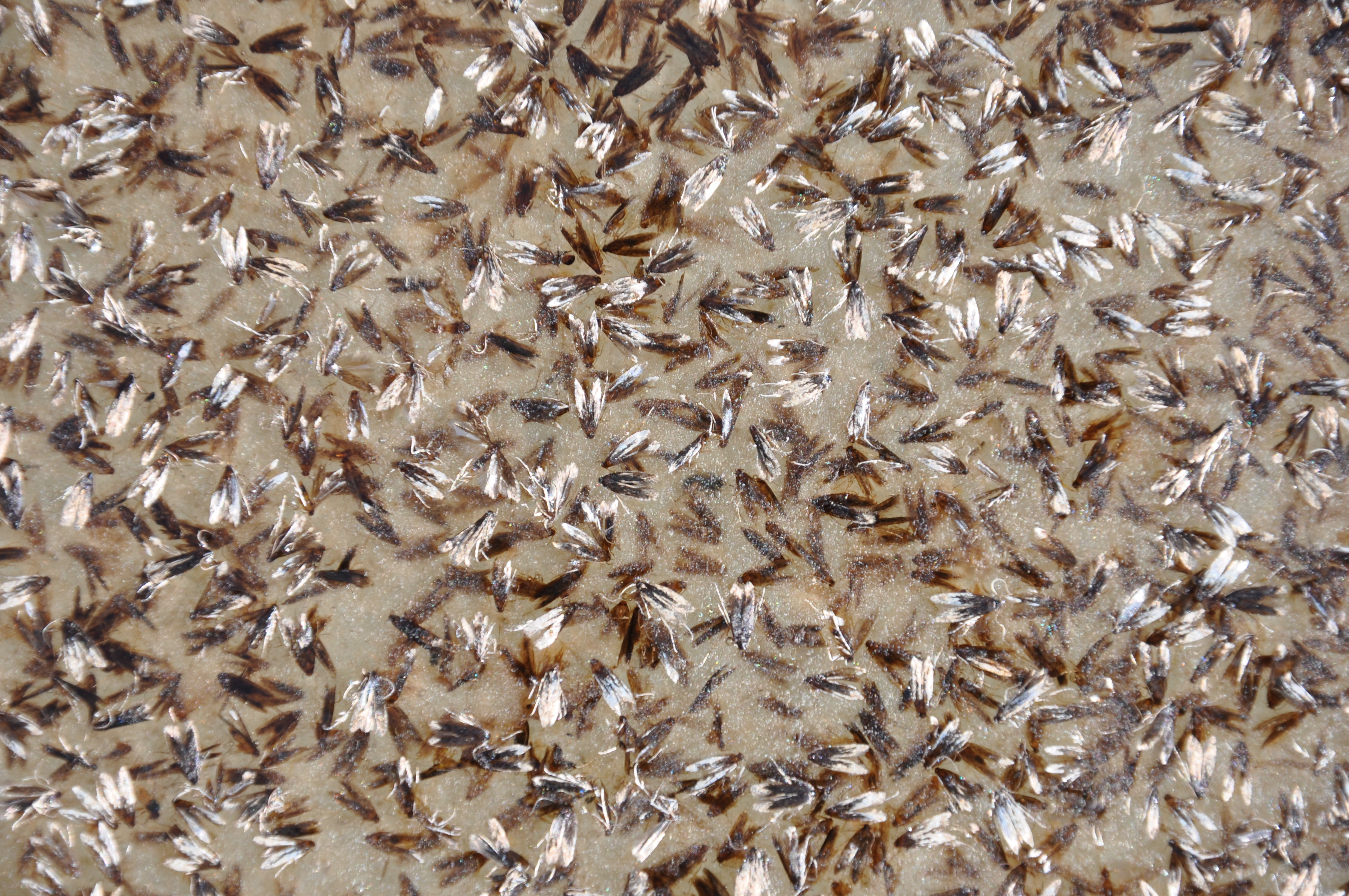
Feromoncsapdával megfogott imágók tömege

A védekezés megfelelő időzítéséhez ismerni kell a faj rajzási idejét, ami különböző előrejelzési technikákkal valósítható meg.
A faj nősténye által termelt szexuálferomon kémiai összetétele ismert, szintetikus úton előállítható, így alkalmas a faj hímjeinek csapdázására. Mivel az imágók a lombozat alsó szintjében aktívak, a csapdák elhelyezését a növénymagasságtól függetlenül 60 cm-es magasságba érdemes kihelyezni.
Előrejelzésre és tömegcsapdázásra is alkalmasak a fénycsapdák, hátrányuk azonban, hogy a növényházakba telepített hasznos szervezeteket is elpusztíthatják.

### Megelőzés
Azokban a növényházakban, ahol a faj még nem jelent meg, a megelőzésre kell fektetni a legnagyobb hangsúlyt. A termesztőberendezésekbe érkező eszközök, áruk alapos átvizsgálása, kettős ajtós beléptetési rendszer, illetve szellőzőkre elhelyezett izolációs háló alkalmazásával jelentősen csökkenthető a kártevővel való fertőződés veszélye.

### Biológiai védekezés
A védekezési technológia javarészt a biológiai védekezési módszerek alkalmazásából tevődik össze. A kártevő ellen jól bevethető a Macrolophus melanotoma  ragadozó poloska és a Trichogramma achaeae tojásfürkész, állománypermetezésre a Baciullus thuringiensis var. kurstaki baktériumfaj használható.

### Kémiai védekezés
A védekezés rendszerében a kémiai védekezésnek kiegészítő szerep juthat, a permetezésre spinosad, indoxakarb, imidacloprid hatóanyagú növényvédő szerek használhatók.